# 凱島針尾鴨
凱島針尾鴨（學名：Anas eatoni）是一種鑽水鴨，分佈範圍局限於印度洋南方的凱爾蓋朗群島與克羅澤群島（皆屬於法屬南部和南極領地），有時也作為迷鳥出現在南極洲。其種小名是為紀念英國探險家與博物學家Alfred Edmund Eaton。其族群可能受到外來種流浪貓的威脅，被IUCN歸為易危物種。

## 外形
凱島針尾鴨體長40-45公分，外形與雌尖尾鴨相似，但整體顏色較淡。雄鴨的翼鏡為綠色，雌鴨的翼鏡為棕色，兩者的翼鏡邊緣皆為白色。

## 亞種

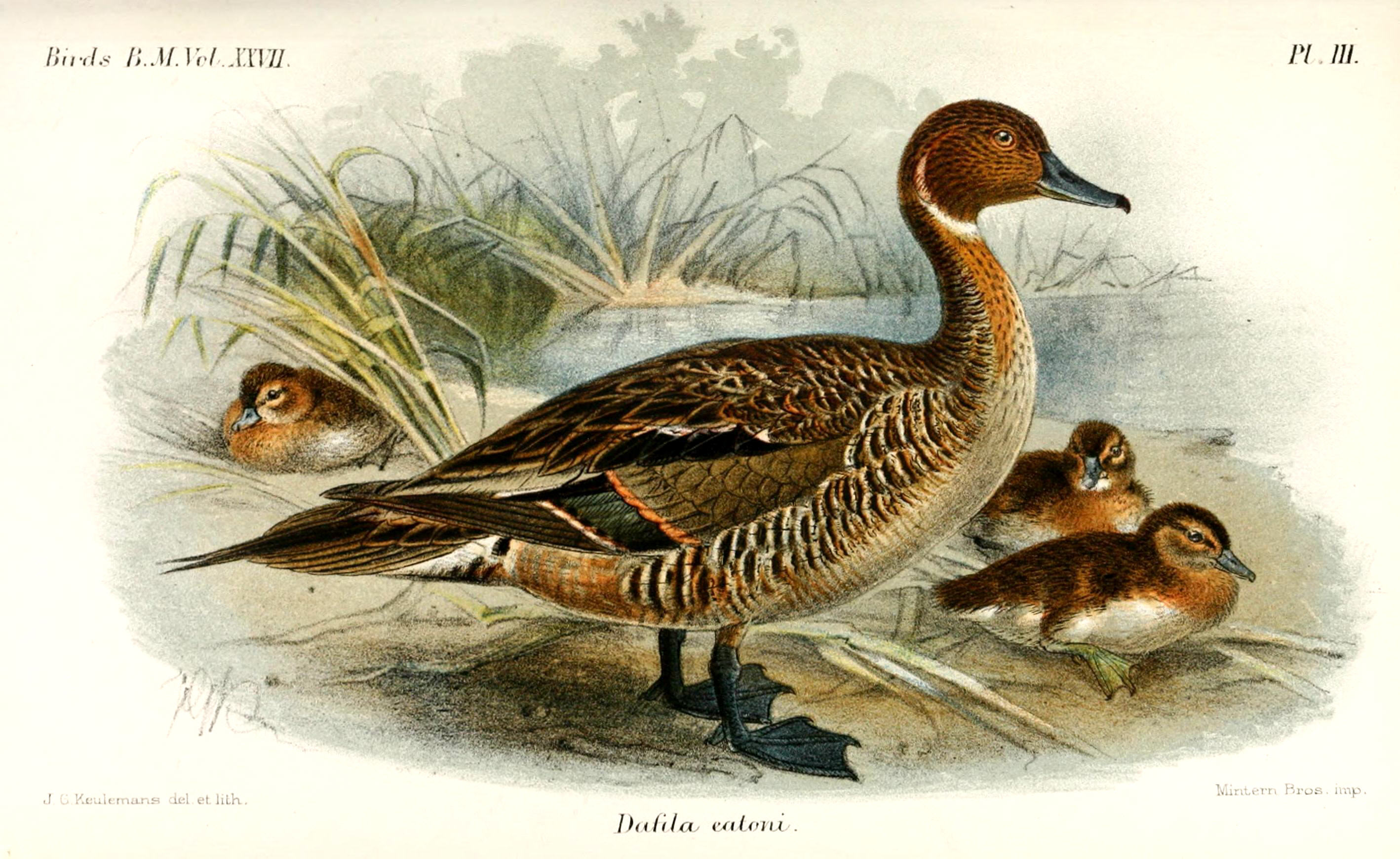
凱島針尾鴨，於1895年由Keulemans繪製

凱島針尾鴨有兩個亞種，其中凱爾蓋朗針尾鴨的數量比克羅澤針尾鴨多上許多：
- A. e. eatoni （Sharpe, 1875）：凱爾蓋朗針尾鴨，分佈於凱爾蓋朗群島的海岸地區，約只佔全島面積的兩成。
- A. e. drygalskii （Reichenow, 1875）：克羅澤針尾鴨，分佈於克羅澤群島。

1950-1960年代凱島針尾鴨曾被引進法屬南部和南極領地的另一個島嶼阿姆斯特丹島，但1970年後就未於該島再被發現，在該島的族群可能未拓殖成功，而因流浪貓、老鼠與人類過度捕獵而消失。